# Gracilimiris
Gracilimiris is een geslacht van wantsen uit de familie van de Miridae (Blindwantsen). Het geslacht werd voor het eerst wetenschappelijk beschreven door Stonedahl & Henry in 1991.

## Soorten
Het genus bevat de volgende soorten:

- Gracilimiris litoralis Stonedahl & Henry, 1991
- Gracilimiris strigosus Stonedahl & Henry, 1991
- Gracilimiris wheeleri Stonedahl & Henry, 1991